# Ctenocompa phthonera
Ctenocompa phthonera är en fjärilsart som beskrevs av Edward Meyrick 1919. Ctenocompa phthonera ingår i släktet Ctenocompa och familjen säckspinnare. Inga underarter finns listade i Catalogue of Life.